# Zwierzyniec (Wzgórza Krzymowskie)
Zwierzyniec – najwyższy szczyt Wzgórz Krzymowskich i Pojezierza Myśliborskiego (167 m n.p.m.) położony w centralnej części Puszczy Piaskowej (Powiat gryfiński, Gmina Chojna). Na szczycie stalowa wieża obserwacyjna Czarny Bocian, pod szczytem pomnik przyrody Głazy Bliźniaki i węzeł pieszych szlaków turystycznych:  Szlak Nadodrzański,  Szlak Wzgórz Morenowych,  Szlak przez Rajską Dolinę.